# Olakon
Olakon (Thaleichthys pacificus) – gatunek dwuśrodowiskowej ryby stynkokształtnej z rodziny stynkowatych (Osmeridae), jedyny przedstawiciel rodzaju Thaleichthys.

## Występowanie
Przybrzeżna strefa północno-wschodniego Oceanu Spokojnego, od Morze Beringa do południowej Kalifornii. Na Alasce okresowo liczny. Dawniejsza granica zasięgu tego gatunku sięgała dalej na południe. 
Większą część życia spędza w wodach morskich. Na rozród wpływa do rzek.

## Cechy morfologiczne
Nasady płetw brzusznych są położone przed nasadą płetwy grzbietowej. Płetwa odbytowa jest długa i szeroka. Linia boczna z 70–78 łuskami, słabo widoczna, lekko wygięta. Podczas tarła samce można odróżnić od samic poprzez zgrubienie tkanki mięsnej po obu stronach linii bocznej, a także obecność gruzełków na głowie, bokach ciała i płetwach parzystych. Olakon osiąga przeciętnie 23 cm, maksymalnie 34 cm długości całkowitej. 

## Rozród
Tarło przebiega w wodach słodkich. U wybrzeży Kanady odbywa się od marca do maja. Jedna samica składa około 25 tysięcy sztuk ikry. Larwy wylęgają się po 30–40 dniach i spływają do morza. Żywią się planktonem.  

## Znaczenie gospodarcze
Mięso i tłuszcz pozyskiwany z olakonów są wysoko cenione. Mięso jest białe i smaczne, okresowo bardzo tłuste. 
Ryby z tego gatunku stanowią pokarm wielu gatunków drapieżnych ryb (łososi, dorszy i halibutów), ptaków i ssaków morskich (fok i waleni). 
Dawniej były poławiane gospodarczo, ale w wyniku przełowienia zostały uznane za gatunek zagrożony, objęty częściową ochroną. Współcześnie są poławiane lokalnie przez Indian kanadyjskich, jako ryby konsumpcyjne. Dawniej ich tłuszcz był, po wytopieniu, wykorzystywany do celów oświetleniowych.